# Wikipedia in albanese
La Wikipedia in albanese (Wikipedia Shqip), spesso abbreviata in sq.wikipedia o sq.wiki, è l'edizione in lingua albanese dell'enciclopedia online Wikipedia. Tale edizione ebbe inizio ufficialmente il 12 ottobre 2003.

## Statistiche
La Wikipedia in albanese ha 102 442 voci, 311 454 pagine, 171 825 utenti registrati di cui 270 attivi, 8 amministratori e una "profondità" (depth) di 37 (al 9 maggio 2025).
È la 73ª Wikipedia per numero di voci ma, come "profondità", è la 40ª fra quelle con più di 100.000 voci (al 25 marzo 2025).

## Cronologia
- 18 maggio 2005 — supera le 1 000 voci
- 23 novembre 2006 — supera le 10 000 voci
- 30 settembre 2024 — supera le 100 000 voci